# 春日大社五重塔

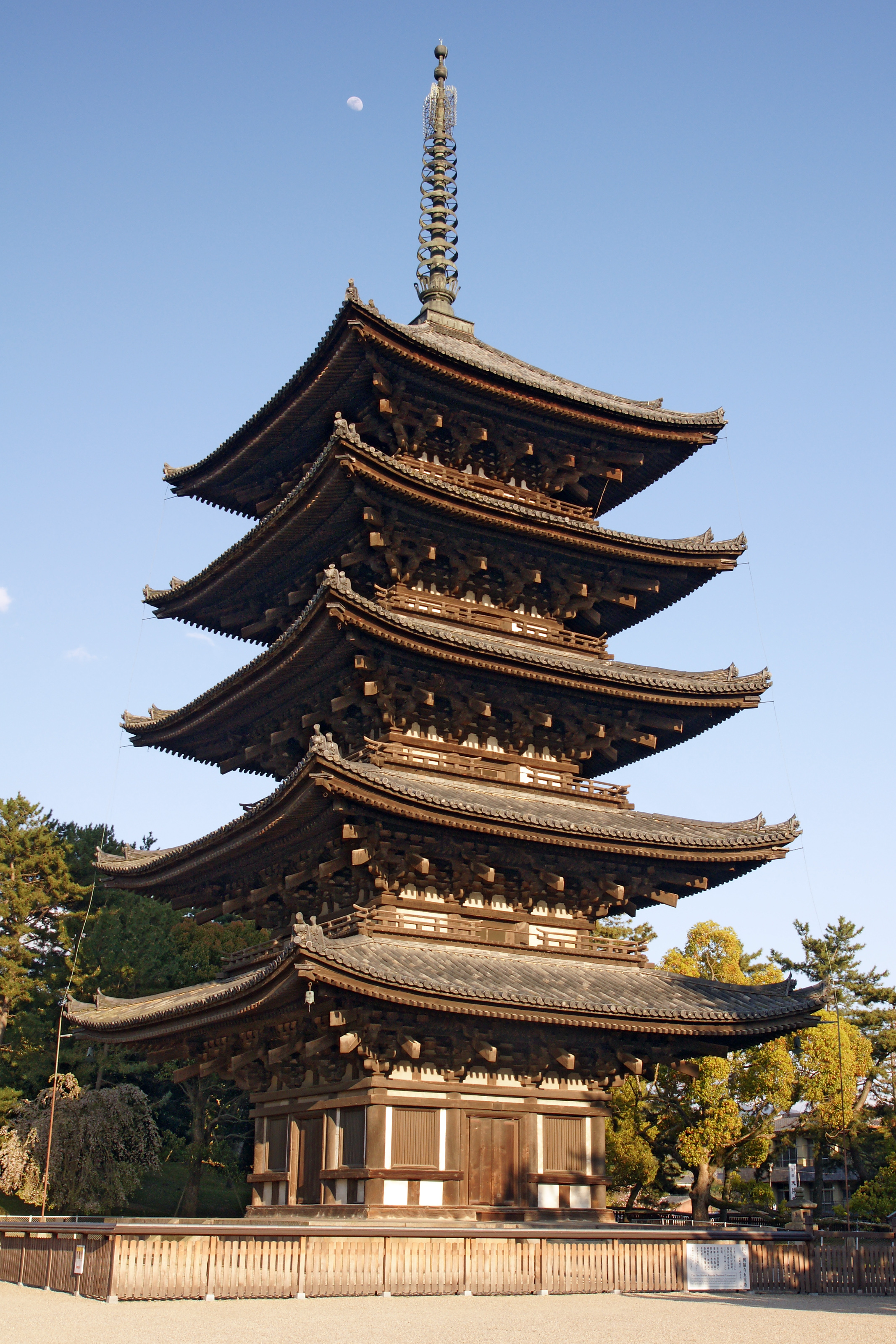
春日大社西塔と同規模とされる興福寺五重塔

春日大社五重塔（かすがたいしゃごじゅうのとう）は、春日大社に中世まで存在した東西双塔の五重塔。

## 歴史
- 天永3年（1112年）、関白藤原忠実の本願で西塔が起工。「殿下の御塔」と称される。
  - 興福寺の承暦度五重塔（承暦2年・1078年再興塔）を参考とする[1]。
- 永久4年（1116年）3月6日、西塔落慶。塔は回廊に囲まれていた。
  - 西塔内に釈迦如来、薬師如来、地蔵菩薩、十一面観音菩薩（それぞれ脇侍を有する三尊形式）の春日四所の本地仏を安置する、釈迦三尊脇にはさらに不空羂索観音を添えた[2]。
- 保延6年（1140年）10月29日、鳥羽上皇の本願で東塔が建立され「院の御塔」と称される[3]。こちらも塔は回廊に囲まれていた。また、東塔には裳階が付けられていた。
  - 東塔は高さ十七丈の規模という[4]。
- 治承4年（1180年）、平重衡の南都焼討により両塔は焼失する。
- 建保5年（1217年）、東塔は再興される[5]。
- 寛元4年（1246年）、西塔の心柱に相輪裳を上げる。
  - 再興西塔は宝治年間（1247年-1249年）頃までに落成したという。
- 応永18年（1411年）閏10月15日、雷火によって興福寺の4代目東金堂、5代目五重塔、大湯屋と共に両塔は焼失する。
  - 以後度々再興が計画されるが現在まで実現していない。